# St. Norbert (Düsseldorf)

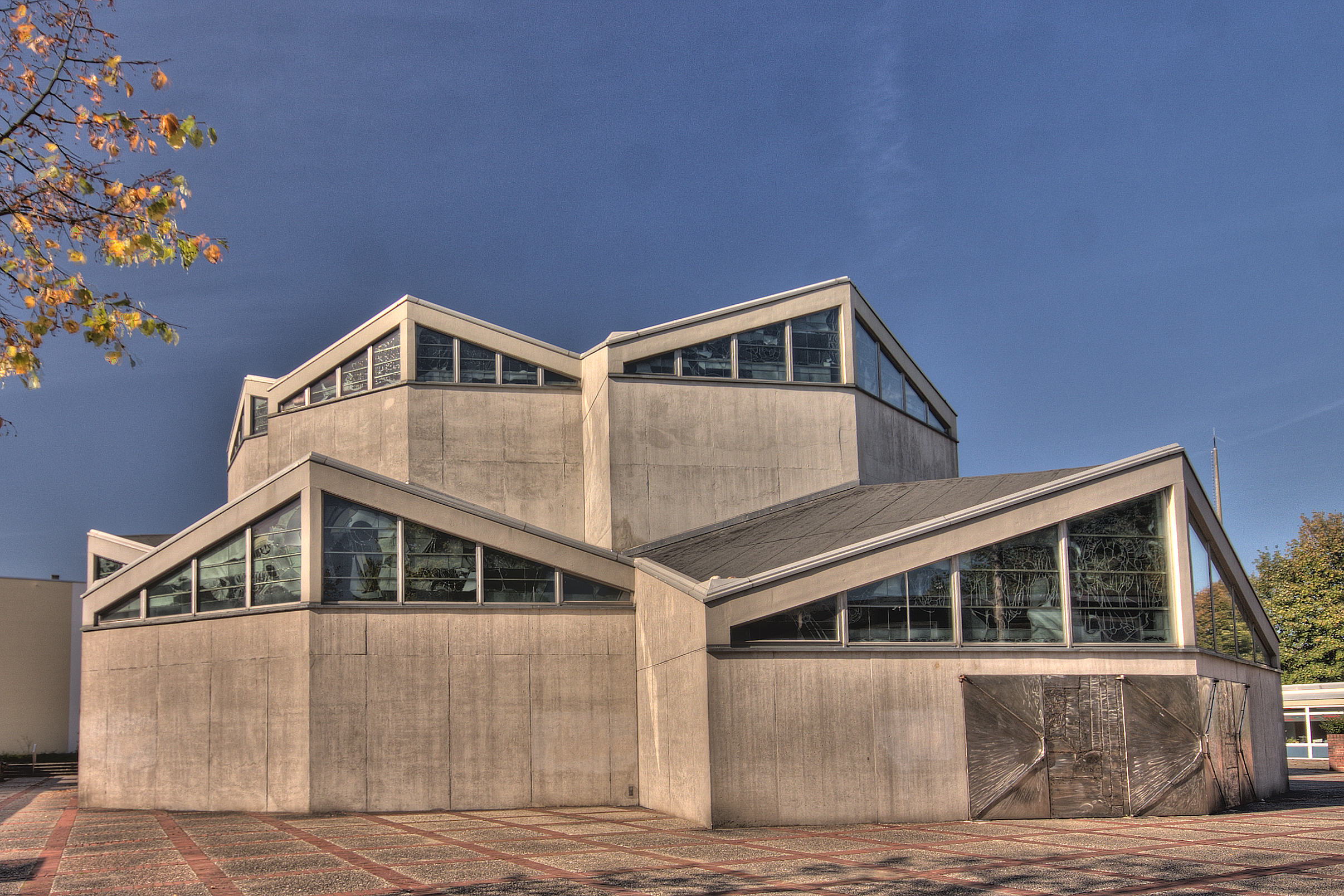
Blick auf den Kirchenbau mit fächerartigem Dach

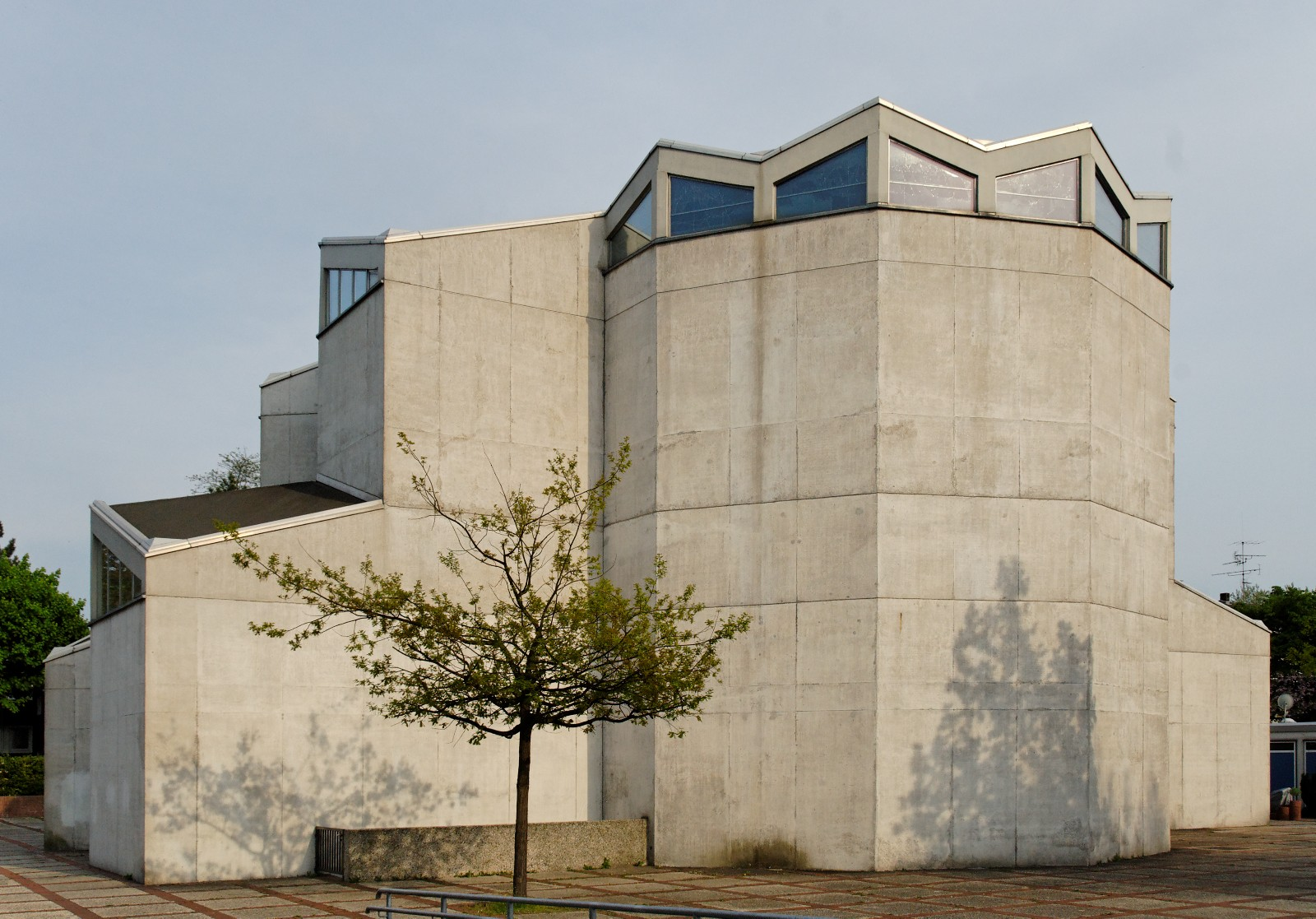
Blick auf die Apsis mit 4/10-Abschluss

Die katholische Kirche St. Norbert im Nordwesten des Düsseldorfer Stadtteils Düsseldorf-Garath wurde 1966/68 nach Plänen von Gerhard Nitschke erbaut und ist seit 2007 Filialkirche der Pfarrei St. Matthäus.

## Geschichte
Am 25. Juni 1966 machte Pfarrer Schütz den ersten Spatenstich für den Bau der Kirche. Am 4. Dezember 1966 erfolgte die Grundsteinlegung mit einem Steinblock aus dem 11. Jahrhundert, einer Spolie, die aus der Xantener Stiftskirche St. Viktor stammt. Am 22. Dezember 1968 wurde die Pfarrkirche mit dem Patrozinium des heiligen Norbert von Xanten geweiht. Die Pfarrgemeinde ließ 1968–1970 die Filialkirche St. Matthäus in Garath-Südwest nach Plänen von Gottfried Böhm bauen. Mit der Fusion der Pfarreien St. Norbert und St. Theresia zum 1. Januar 2007 tauschten beide Kirchen auch ihre Rollen als Pfarr- und Filialkirche.

## Architektur
Die St.-Norbert-Kirche ist im Stil der Nachkriegsmoderne vorwiegend aus Sichtbeton errichtet, weshalb man sie auch dem Brutalismus zuordnen kann. Die Wiederholung gleichförmiger geometrischer Grundformen und die Schaffung eines flexibel nutzbaren Raumgefüges legen eine Verwandtschaft mit der Architektur des Strukturalismus nahe. Der Raum der Gemeinde besteht aus fünf verschieden langen, fächerartigen Segmenten, die von Osten halbkreisförmig auf einen zehneckigen Zentralraum ausgerichtet sind. Dieser ragt im Westen wie eine Apsis mit 4/10-Abschluss nach außen. Hier befindet sich der Altar. Die Segmente sind zweistufig gestaltet und an der Außenseite unter ihren Satteldächern mit dreieckigen Buntglasfenstern versehen. Die Dächer vereinen sich mit dem Faltdach des Zehnecks zu einem Stern.

## Orgel
Die Orgel wurde 1976 von dem Orgelbauer Romanus Seifert & Sohn (Kevelaer) erbaut. Das Schleifladen-Instrument hat 16 Register auf zwei Manualen und Pedal. Die Spieltrakturen sind mechanisch, die Registertrakturen sind wie die Koppeln elektro-pneumatisch.
| I Hauptwerk C–g3 |                   |       |
| 1.               | Prinzipal         | 8′    |
| 2.               | Holzflöte         | 8′    |
| 3.               | Oktav             | 4′    |
| 4.               | Feldflöte         | 2′    |
| 5.               | Sesquialter I+III |       |
| 6.               | Mixtur IV         | 1 ⁄3′ |
|                  | Tremulant         |       |

| II Positiv C–g3 |              |       |
| 7.              | Rohrflöte    | 8′    |
| 8.              | Gemshorn     | 4 ′   |
| 9.              | Prinzipal    | 2′    |
| 10.             | Quintlein    | 1 ⁄3′ |
| 11.             | Cymbel III   | 1⁄2′  |
| 12.             | Rohrschalmei | 8′    |
|                 | Tremulant    |       |

| Pedal C–f1 |            |       |
| 13.        | Subbass    | 16′   |
| 14.        | Offenbass  | 8′    |
| 15.        | Piffaro II | 4'+2' |
| 16.        | Fagottbass | 16′   |

- Koppeln: II/I, I/P, II/P
- 2 freie Kombinationen + Tutti